# Wishbone (álbum)
Wishbone é o próximo quarto álbum de estúdio do cantor e compositor nipo-americano Conan Gray. O lançamento está previsto para 15 de agosto de 2025, pela Republic Records . Tendo lançado seu terceiro álbum de estúdio, Found Heaven, apenas um ano antes, Gray passou dois anos trabalhando discretamente em Wishbone enquanto estava em turnê. O álbum será apoiado pelo Wishbone Pajama Show, a sexta turnê principal de Gray, que passará pelos Estados Unidos e México.

## Antecendente e Desenvolvimento
Após o lançamento de seu terceiro álbum, Found Heaven, em 2024, Gray revelou que vinha trabalhando em novas músicas nos dois anos anteriores.  Em 22 de maio de 2025, Wishbone foi anunciado por meio de uma postagem no Instagram na qual Gray discutiu o processo de composição, afirmando que “antes que [ele] percebesse [ele] estava cercado por um álbum” que ele não havia planejado inicialmente lançar.  No anúncio, Gray também revelou que o single principal seria intitulado "This Song"; foi lançado em 30 de maio.  Este é seu primeiro álbum cujos direitos ele detém sob a GirlyBoy, Inc.
O disco de 12 faixas, originalmente tendo mais de 300 faixas escritas e não lançadas, reúne-se com o produtor Dan Nigro, a quem ele recrutou também como produtor executivo.  Além disso, ele colaborou com Ethan Gruska, Noah Conrad, Elvira Anderfjärd e Luka Kloser.  Gray revelou ainda que não havia nenhum incentivo real para ele compor o álbum; ele "simplesmente compós". Inicialmente, ele manteve as músicas que gravou escondida de amigos ou de sua gravadora, por ser "músicas em que [ele] não queria que ninguém ouvisse", mas depois percebeu que "precisava" da música.  Gray começou a se ver "em plena forma" com canções que ele sempre se imaginou escrevendo antes, mas nunca escreveu.  Ele referiu-se ao conjunto de faixas como "uma trilha sonora de nicho flagrante para nossas próprias vidas em tempo real". 

## Lista de faixas
Todas as faixas escritas e compostas por Conan Gray. 
| N.º | Título            | Duração |  |
| 1.  | "Actor"           |         |  |
| 2.  | "This Song"       | 3:33    |  |
| 3.  | "Vodka Cranberry" |         |  |
| 4.  | "Romeo"           |         |  |
| 5.  | "My World"        |         |  |
| 6.  | "Class Clown"     |         |  |
| 7.  | "Nauseous"        |         |  |
| 8.  | "Caramel"         |         |  |
| 9.  | "Connell"         |         |  |
| 10. | "Sunset Tower"    |         |  |
| 11. | "Eleven Eleven"   |         |  |
| 12. | "Care"            |         |  |